# Remang Ketike Jaya
Remang Ketike Jaya is een bestuurslaag in het regentschap Bener Meriah van de provincie Atjeh, Indonesië. Remang Ketike Jaya telt 361 inwoners (volkstelling 2010).